# Maves

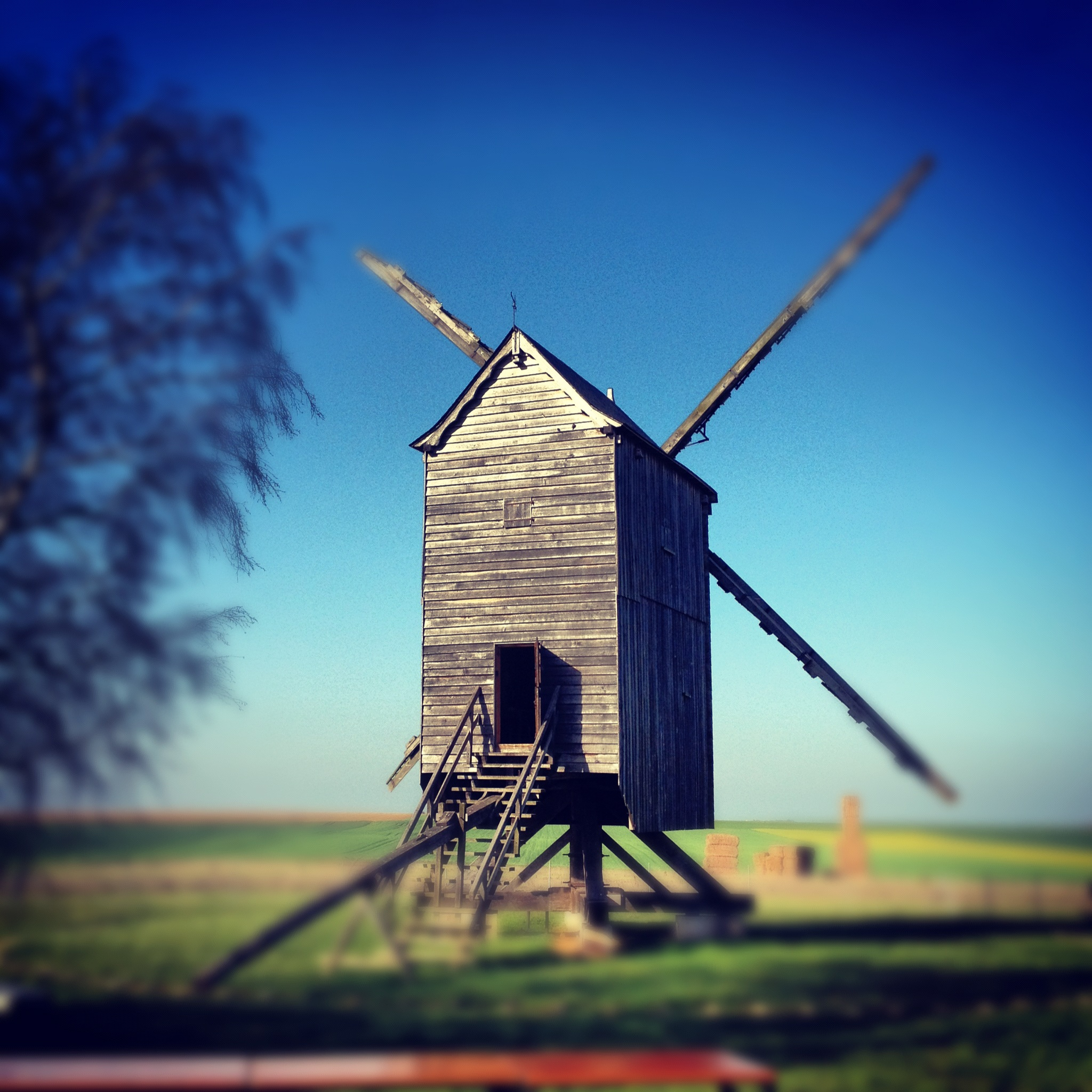
Molen

Maves is een gemeente in het Franse departement Loir-et-Cher (regio Centre-Val de Loire) en telt 588 inwoners (2005). De plaats maakt deel uit van het arrondissement Blois.

## Geografie
De oppervlakte van Maves bedraagt 32,5 km², de bevolkingsdichtheid is 18,1 inwoners per km².
De onderstaande kaart toont de ligging van Maves met de belangrijkste infrastructuur en aangrenzende gemeenten.

## Demografie
Onderstaande figuur toont het verloop van het inwonertal (bron: INSEE-tellingen).